# Châteauneuf-les-Martigues
Châteauneuf-les-Martigues este o comună franceză situată în departamentul Bouches-du-Rhône, în regiunea Provence-Alpes-Côte d'Azur.

## Geografie
Châteauneuf-les-Martigues se află în sudul departamentului, pe țărmul sudic al Étang de Berre⁠(d).

### Comune limitrofe
| Étang de Berre⁠(d) | Étang de Berre⁠(d) | Étang de Berre⁠(d) Marignane |
| Martigues         |                   | Gignac-la-Nerthe            |
| Sausset-les-Pins  | Carry-le-Rouet    | Ensuès-la-Redonne           |

### Climă
În 2010, clima comunei a fost clasificată ca tipic mediteraneană, conform unui studiu realizat de CNRS, bazat pe o serie de date care acoperă perioada 1971-2000. În 2020, Météo-France a publicat o tipologie a climei din Franța metropolitană, conform căreia comuna se află într-o zonă cu climat mediteranean, în regiunea climatică Provence, Languedoc-Roussillon. Aceasta este caracterizată de precipitații reduse vara, o foarte bună expunere la soare (2.600 ore/an), veri calde (21,5 °C), un aer foarte uscat vara și sec în toate anotimpurile, vânturi puternice (cu o frecvență de 40-50 % a vânturilor > 5 m/s) și puține cețuri.
Pentru perioada 1971-2000, temperatura medie anuală este de 14,6 °C, cu o amplitudine termică anuală de 16 °C. Cantitatea medie anuală de precipitații este de 631 mm, cu 6,4 zile de precipitații în ianuarie și 1,3 zile în iulie. Pentru perioada 1991-2020, temperatura medie anuală observată la stația meteorologică situată în comuna Marignane la 6 km distanță în linie dreaptă, este de 15,9 °C, iar cantitatea medie anuală de precipitații este de 532,3 mm.
Pentru viitor, parametrii climatici estimati pentru comună pentru anul 2050, conform diferitelor scenarii de emisii de gaze cu efect de seră, pot fi consultati pe un site dedicat publicat de Météo-France în noiembrie 2022.

### Geologie, relief

#### Cavități cunoscute pe teritoriul comunei
Gaura Fifou nr. 1 este situată la sud de nodul rutier de la La Mède E, în frontul de tăiere al unei cariere dezafectate, la 10 m înălțime în colțul estic al carierei. Cavitatea se deschide printr-o ferestruică ce dă într-un puț înclinat de 8 m; ea se termină cu o scurtă galerie colmatată cu nisip.
Gaura Fifou nr. 2 este situată pe o mică linie de creastă, la aproximativ 200 m sud-sud-vest de podul nodului rutier de la La Mède-E. Deschiderea sa îngustă colectează un șanț săpat în dala stâncoasă. Este o veche conductă forțată, parțial obstruată de depunerile exterioare.
Bauma Smochinului se află la 200 m la sud de autostrada A55 și la aproximativ o sută de metri la vest de ultimul rezervor de apă și de adăpostul preistoric din Châteauneuf. Această conductă forțată, cu diametrul de 3 m și lungimea de 55 m, se termină cu un colmataj de pietre. Amontul cavității se prelungește în exterior printr-un mic canion.

## Urbanism

### Tipologie
La 1 ianuarie 2024, Châteauneuf-les-Martigues este clasificată drept centru urban intermediar, conform noii grile comunale de densitate în 7 niveluri, definită de INSEE (Institutul Național de Statistică și Studii Economice) în 2022. Ea face parte din unitatea urbană Marsilia-Aix-en-Provence, o aglomerație interdepartamentală, fiind o comună de periferie. De asemenea, comuna aparține de zona metropolitană a Marsiliei - Aix-en-Provence, din care face parte ca o comună din coroană. Această arie, care include 115 comune, este clasificată în categoria ariilor cu 700.000 de locuitori sau mai mulți (cu excepția Parisului).
Comuna, mărginită de Marea Mediterană, este, de asemenea, o comună litorală în sensul legii din 3 ianuarie 1986, cunoscută sub numele de legea litoralului. Dispoziții urbanistice specifice se aplică aici pentru a proteja spațiile naturale, siturile, peisajele și echilibrul ecologic al litoralului, cum ar fi, de exemplu, principiul interdicției de construire în afara zonelor urbanizate pe fâșia litorală de 100 de metri sau mai mult, dacă planul local de urbanism prevede acest lucru.

### Utilizarea terenurilor
Folosirea terenurilor din comună, așa cum reiese din baza de date europeană privind ocuparea biofizică a solurilor Corine Land Cover (CLC), este marcată de importanța pădurilor și a mediilor semi-naturale (37,9 % în 2018), în scădere față de 1990 (40,9 %). Repartiția detaliată în 2018 este următoarea: păduri (19,1 %), terenuri cu vegetație de arbuști și/sau ierboasă (16 %), zone agricole eterogene (14,8 %), zone urbanizate (12,1 %), ape maritime (11,7 %), zone industriale sau comerciale și rețele de comunicații (10,1 %), mine, rampe de gunoi și șantiere (8,4 %), spații deschise, lipsite sau cu puțină vegetație (2,9 %), zone umede interioare (1,9 %), pajiști (1,4 %), culturi permanente (0,9 %), terenuri arabile (0,8 %). Evoluția ocupării terenurilor în comună și a infrastructurilor sale poate fi observată pe diferitele reprezentări cartografice ale teritoriului: harta Cassini (secolul XVIII), harta de stat-major (1820-1866) și hărțile sau fotografiile aeriene ale IGN pentru perioada actuală (1950 până în prezent).

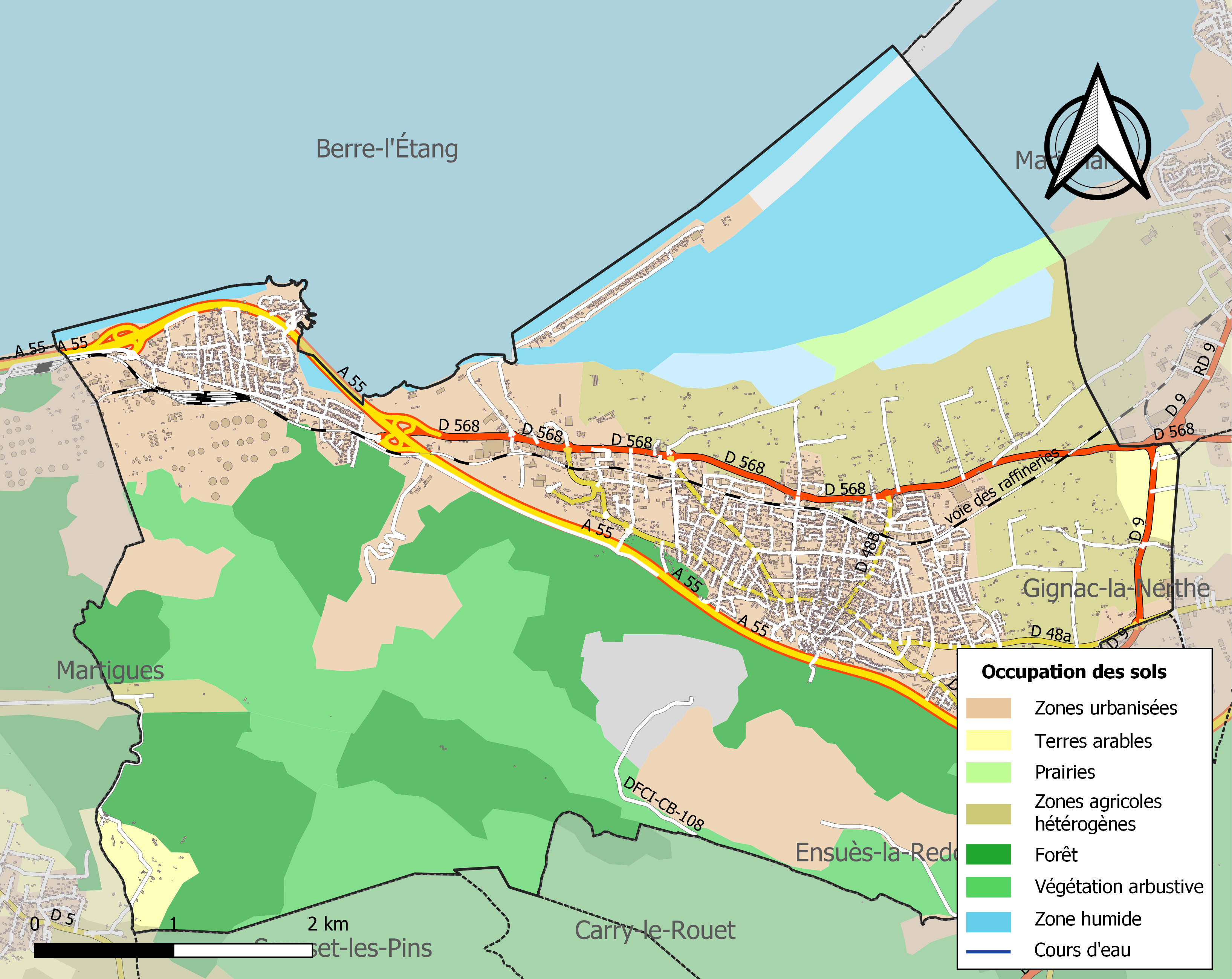
Harta infrastructurii și utilizării terenului a comunei în 2018 (CLC).

## Istorie

### Preistorie și protoistorie
Încă din mileniul al VII-lea î.Hr., oameni din perioada Mezoliticului s-au stabilit în adăposturile sub stâncă, în special în cel numit astăzi Marele Adăpost de la Font-aux-Pigeons (Mezolitic târziu – ~6460–6200 cal î.Hr. – și cultura cardială – ~5260–4860 cal î.Hr. –, întreruperea în succesiunea stratigrafică fiind cauzată de eroziune în jurul mijlocului mileniului al VI-lea î.Hr.), descoperit în 1899.
Peștera Sicard, o peșteră sepulcrală, datează din cultura cardială (Neoliticul timpuriu).
Comuna deține și mai multe situri protoistorice, precum situl Fortin-du-Saut (cultura cupe-clopot), cel al Campului de Laure (pe teritoriul localității Le Rove; continuitatea culturii cupe-clopot din zona rodano-provensală) și oppidumul de la Fourques (secolele al III-lea și al II-lea î.Hr.).

### Evul Mediu
În epoca feudală, Châteauneuf este cunoscut prin castelul său, Castrum Novum, menționat încă din secolul al XI-lea. Satul s-a dezvoltat la poalele acestuia. Numele său occitan, Castèunòu dau Martegue, amintește de apartenența sa la categoria Castelnaus-urilor medievale.
Proprietate a contilor de Baux la sfârșitul secolului al XIII-lea, pământul și senioria Châteauneuf-les-Martigues au trecut la Regina Ioana, contesă de Provence, în 1373, la Carol de Anjou în 1452, și la François de Luxembourg în 1481.

### Epoca modernă
În secolul al XVIII-lea, ultimii seniori ai Châteauneuf-ului aparțineau familiei de Seytres-Vaucluse-Caumont. Teritoriul Châteauneuf-les-Martigues se întindea de la Étang de Berre până la mare, trecând prin localitățile Gignac-la-Nerthe, Carry-le-Rouet, Sausset-les-Pins, Le Rove și Ensuès-la-Redonne.

### Secolul XX
Inginerul marsiliez Henri Fabre⁠(d) a realizat, la 28 martie 1910, primul zbor cu un hidroavion: 6 kilometri deasupra Étang de Berre între La Mède și Martigues.

## Populația și societatea

### Date demografice
Evoluția numărului de locuitori este cunoscută prin recensămintele populației efectuate în comună începând din 1793. Pentru comunele cu mai puțin de 10 000 de locuitori, un recensământ al întregii populații este realizat la fiecare cinci ani, populațiile legale pentru anii intermediari fiind estimate prin interpolare sau extrapolare. Pentru comuna respectivă, primul recensământ exhaustiv în cadrul noului dispozitiv a fost realizat în 2004.
În 2022, comuna număra 18 364 locuitori, în creștere cu +12,32 % față de 2016 (Bouches-du-Rhône: +2,48 %, Franța fără Mayotte: +2,11 %).
| An        | 1793 | 1821 | 1841 | 1856  | 1876  | 1886  | 1901  | 1921  | 1936  | 1962  | 1982   | 2006   | 2014   | 2022   |
| --------- | ---- | ---- | ---- | ----- | ----- | ----- | ----- | ----- | ----- | ----- | ------ | ------ | ------ | ------ |
| Populație | 571  | 477  | 991  | 1 150 | 1 205 | 1 084 | 1 073 | 1 371 | 2 325 | 4 822 | 10 173 | 11 829 | 14 146 | 18 364 |

## Cultură și patrimoniu

### Locuri și monumente
- Pe teritoriul comunei se află adăpostul sub stâncă de la Font-des-Pigeons, sit locuit din Mezolitic (6000 î.Hr.) până în Epoca bronzului (aprox. 1800 î.Hr.), care a dat numele unui facies cultural al preistoriei, numit Castelnovian[n 6]. Asociația care administrează situl a creat un muzeu în fosta reședință a familiei Seytres-Caumont[38].
- Jumătatea vestică a lacului Bolmon și a cordonului litoral Jaï se află pe teritoriul comunei, fiind separate de restul teritoriului prin canalul Marsilia–Ron. Situl Bolmon și Jaï este protejat de Conservatorul litoralului și de Sindicatul intercomunal Bolmon și Jaï (SIBOJAI). Acesta cuprinde mlaștinile situate la sud de canal, în special rezervația ornitologică Barlatier.
- Monument comemorativ în onoarea lui Henri Fabre⁠(d), care a realizat primul zbor cu hidroavionul din lume.
- Centrul cultural Jean-Claude Izzo.

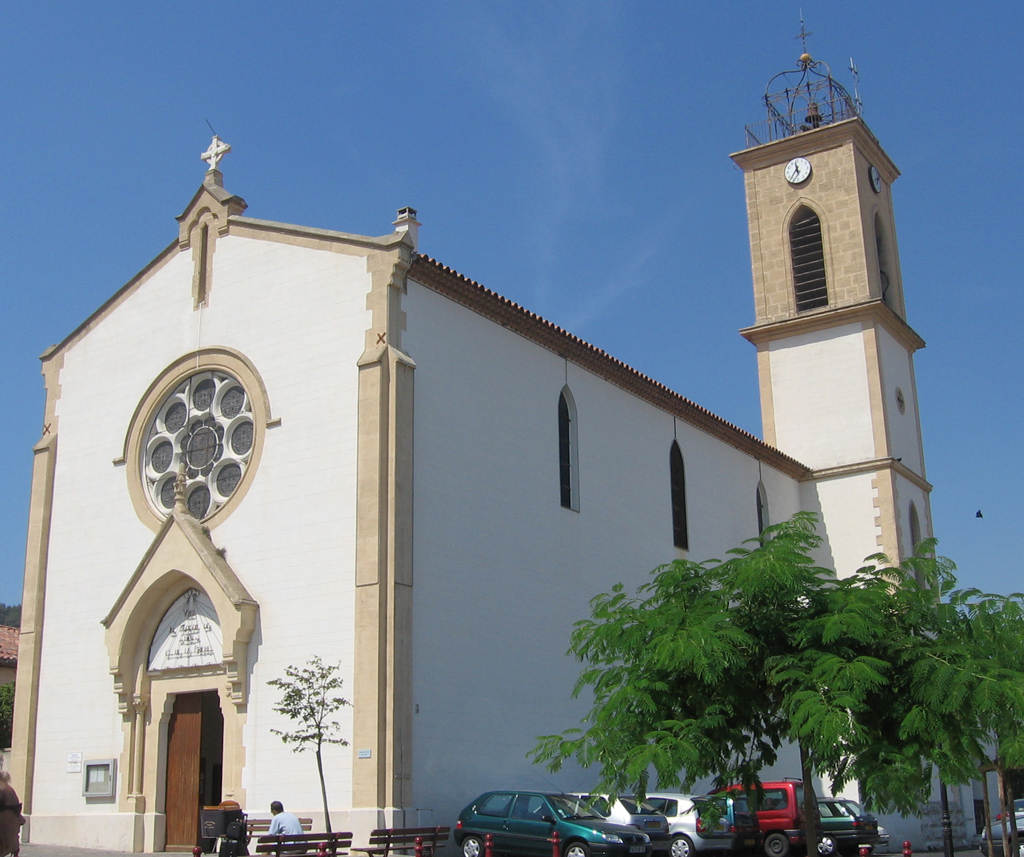
Biserica Sainte-Cécile.

- Capela Sainte-Cécile este cel mai vechi edificiu religios de pe teritoriul comunei. Probabil ridicată pe locul unui monument păgân, datează, se pare, din secolul al VIII-lea.
- Biserica parohială Sainte-Cécile, în stil neogotic, a fost consacrată în 1853. Clopotniță din fier forjat; la interior, o amvon sculptat din lemn și două tablouri: Martiriul Sfântului Denis (anonim, secolul al XVIII-lea) și Sfânta Cecilia muziciana.
- Biserica Notre-Dame-de-l’Étang, la La Mède, edificiu modern.
- Statuia Fecioarei Negre, situată pe promontoriul său (masă de orientare).
- „Cei Trei Frați”, grup de stânci care ies din apele lacului Berre, lângă golfulețul La Mède.
- Văile Saut și Valtrède, din lanțul Nerthe, în sudul comunei. Peisaje calcaroase ce prezintă elemente remarcabile (peșteră, pereți stâncoși, stâncă străpunsă, coloane), dar și urme ale activităților agricole, silvice și pastorale din trecut.
- Deasupra actualei comune Châteauneuf-les-Martigues se află o masă mare de calcar formată în Cretacicul inferior (146–100 milioane de ani în urmă), având 100 de metri lungime și 17 metri înălțime. Această stâncă a adăpostit între anii 6500 și 2500 î.Hr. (Castelnovian[n 6]) pe primii locuitori ai comunei.

Acest sit este cel mai vechi din jurul Étang de Berre⁠(d) și a fost descoperit în 1899 de geologul J. Repelin. Comunitățile de atunci trăiau din vânătoarea animalelor, pescuit și culegerea fructelor. Arheologii au efectuat numeroase săpături. Printre vestigii s-au descoperit unelte de pescuit (în special resturi carbonizate de vârse). Resturile de unelte din os sunt rare, deoarece în acea epocă materialul principal utilizat era piatra.

### Personalități
- Henri Fabre⁠(d), inginer francez, inventatorul hidroavionului.